# Pholistoma membranaceum
Pholistoma membranaceum là loài thực vật có hoa trong họ Mồ hôi. Loài này được (Benth.) Constance miêu tả khoa học đầu tiên năm 1939.